# 富田信高
富田信高（日语：／ Tomita Nobutaka，—1633年4月7日），是日本安土桃山時代及江戶時代的武將、大名。富田一白長男，正室是宇喜多忠家長女。
1598年父親一白從豐臣秀吉分配伊勢國安濃津3萬石領土，信高擁有當中的2萬石。1599年父親病逝，信高得到餘下領土。
1600年關原之戰支持德川軍。但遭到了西軍的大軍入侵，信高請求古田重勝為援軍。但兵力只有1700。在兵力差距之下，信高仍然奮戰。最終聽從木食上人勸介之下。剃髮出家。
不過關原之戰德川軍取得了勝利，信高的領土得以保留，增封到5萬石。1608年改封到伊予國宇和島藩12萬石。

## 繼承家督
豐臣秀吉的家臣。慶長4年（1599年），父親富田一白因立下功勞被賞賜伊勢國安濃津城二萬石的領地。同年，因父親病死，信高繼承了父親的遺領。

## 關原之戰

### 安濃津城攻防戰
慶長5年（1600年）、信高帶領300名家臣跟隨德川家康北上討伐上杉景勝，得知石田三成的西軍起兵後，信高於下野小山決定加入東軍，率領家臣立即趕回安濃津城。途中不斷收到西軍從伊賀國東進伊勢國的報告，信高預計安濃津作為交通要點，一定會被西軍攻擊。
信高邀請同為東軍成員的盟友伊勢上野城主分部光嘉和松阪城城主古田重勝率領援軍到達安濃津城，並向關東傳達安濃津被圍困的消息，向德川家康請求援軍西進，但因西軍將領九鬼嘉隆的海上封鎖，安濃津和關東諸將的通訊被斷絕。
富田信高、分部光嘉和古田重勝的兵力合共只有1700人，東軍的籠城防戰陷於劣勢。而西軍的毛利秀元、長束正家、安国寺恵瓊、鍋島勝茂合共有30000人的兵力圍城。

### 富田信高夫人
8月24日（10月1日）、安濃津城攻防战開始。分部光嘉和毛利家臣宍戸元次雙方在各負重傷的情況下奮力對決，信高亦親自到前線和西軍作戰，可是被大量敵人包圍。一位年輕武將救援信高，在危機中保住信高的性命。野史記載的「美麗的勇將，聽聞信高的險境，單騎出城，鎧冑鮮麗，奮然衝昌，吸引著眾人的目光，帶著信高回城…」，所記的武將，就是信高的妻子。信高、光嘉雖然還有能力戰鬥，可是繼續面對大量的敵兵，守住城池十分困難、於是在木食上人的勸告下和西軍停戰，信高到高野山剃髪出家。

### 改易
關原之戰後，德川家康認同富田信高的功績，回復他的舊領並加封伊勢國2萬石，慶長13年（1608年）移封伊予國宇和島12萬石。可是慶長18年（1613年）、因窩藏慶長10年（1605年）時殺害坂崎直盛家臣的宇喜多左門（直盛的外甥）而與直盛發生爭端，在德川家康和德川秀忠的裁定下被改易，富田家被納入磐城平藩鳥居家的家臣。但似乎是表面的藉口，真正的原因是信高可能和大久保長安事件有關而得到懲罰。
長男富田知幸成為德川賴房的家臣、子孫以水戸藩士的身份存續。次男富田知儀於館林藩主時代成為德川綱吉的家臣，後來成為德川家的旗本武士。知儀的子孫富田知郷時加封7000石，成為上級旗本武士。